# Timmerförordningen
Timmerförordningen (Europaparlamentets och rådets förordning (EU) nr 995/2010) är en förordning från den 20 oktober 2010 som upprättats av Europeiska unionen för att motverka handeln med olagligt avverkat timmer och trävaror inom EU. I och med att förordningen träder i kraft blir det förbjudet att släppa ut olagligt avverkat timmer och varor tillverkade av sådant timmer på EU:s marknad. I förordningen fastställs tre grundläggande skyldigheter. Förordningen blir gällande i alla EU-medlemsstater från och med den 3 mars 2013.

## Europeiska unionens förordning
| Europaparlamentets och rådets förordning om fastställande av skyldigheter för verksamhetsutövare som släpper ut timmer och trävaror på marknaden Utfärdat av Europaparlamentet och rådet Rättslig grund Artikel 192.1 Offentliggjort i EUT L 295, 12.11.2010, s. 23–34                                                                                                |
| Historik |
| Utfärdat: 20 oktober 2010 Dag för ikraftträdande: 3 mars 2013 |
| Förberedande rättsakter |
| Yttrande Europeiska ekonomiska och sociala kommittén: EUT C 2009/318 s. 88 Ståndpunkt Europaparlamentet: EUT C 2009/184 E s. 145 Ståndpunkt Europaparlamentet: Avgivet den 07/07/2010 Förslag kommissionen: KOM 2008/0644 slutlig Medbeslutandeförfarandet Ståndpunkt rådet: EUT C 2010/114 E s. 17 Medbeslutandeförfarandet Ståndpunkt rådet: EUT C 2010/114 E s. 17 |
| Annan lagstiftning |
| Ersätter: 52008PC0644 |

### Bakgrund
Olaglig avverkning av trä – avverkning som strider mot lagar eller bestämmelser i det land där avverkningen sker – har allvarliga ekonomiska, miljörelaterade och sociala effekter på några av världens mest värdefulla skogar och de samhällen som är beroende av dem. Det leder till att intäkter går förlorade och till att den verksamhet som lagliga verksamhetsutövare bedriver undergrävs. Andra negativa effekter är avskogning, förlust av biologisk mångfald, utsläpp av växthusgaser, konflikter om mark och resurser samt minskad makt för lokalbefolkningen.
EU är en viktig exportmarknad för de länder där olaglig verksamhet och bristfällig styrning inom skogssektorn är som mest allvarlig. Genom att tillåta att trä och träprodukter som kan komma från olagliga källor släpps ut på EU:s marknad stöder EU-länderna i praktiken olaglig avverkning.
För att ta itu med denna fråga upprättade EU år 2003 handlingsplanen Flegt] (skogslagstiftningens efterlevnad samt förvaltning av och handel med skog). Handlingsplanen innehåller flera åtgärder för att få bort olagligt timmer från marknaden, förbättra tillgången till lagligt timmer och öka efterfrågan på ansvarsfullt framtagna trävaror. De viktigaste delarna av handlingsplanen är EU:s förordning om timmer samt frivilliga partnerskapsavtal (handelsavtal med länder som exporterar timmer som motverkar att olagligt timmer släpps ut på EU:s marknad).

### Översikt
I EU:s förordning om timmer fastställs det att olagligt avverkat timmer och varor som tillverkats av sådant timmer inte får släppas ut på EU:s marknad. Syftet är att motverka olaglig avverkning världen över. I förordningen delas de som bedriver handel med trä eller trävaror in i två kategorier – verksamhetsutövare och handlare. Varje kategori har sina skyldigheter.
Verksamhetsutövare – som i förordningen definieras som de som släpper ut timmer och trävaror på den inre marknaden för första gången – ska visa ”tillbörlig aktsamhet”. Handlare – som i förordningen definieras som de som säljer eller köper timmer och trävaror som redan har släppts ut på den inre marknaden – ska spara information om sina leverantörer och kunder så att dessa enkelt kan spåras.

### Tillbörlig aktsamhet
Verksamhetsutövare ska visa ”tillbörlig aktsamhet” när de släpper ut timmer eller trävaror på den inre marknaden för att minimera risken för att handel med olagligt avverkat timmer eller varor som innehåller olagligt avverkat timmer bedrivs. 
Med andra ord måste de tillämpa ett riskhanteringssystem med tre huvudinslag:
- Information: Verksamhetsutövaren måste ha tillgång till information om timret och trävarorna, avverkningsland (och, om tillämpligt, subnationell region och avverkningskoncession), trädart, kvantitet, leverantör och efterlevnad av nationell lagstiftning.
- Riskbedömning: Verksamhetsutövaren ska göra en bedömning av risken för olaglig avverkning av timmer i sin leveranskedja, baserat på information av den typ som anges ovan och med hänsyn till de kriterier som anges i förordningen om timmer.
- Riskreducerande förfaranden: Om riskbedömningen visar att risken för olagligt avverkat timmer i leveranskedjan inte är försumbar kan ytterligare åtgärder vidtas, t.ex. genom att begära att leverantören lämnar ytterligare information och genomför fler kontroller.

Verksamhetsutövarna kan antingen utveckla ett eget system för tillbörlig aktsamhet eller använda ett system som utvecklats av en övervakningsorganisation.

### Omfattning
Timmer och trävaror som tillverkats inom eller importerats till EU omfattas av lagstiftningen. Några exempel på produkter som omfattas är massiva trävaror, golvmaterial, plywood, pappersmassa och papper. Återvunna produkter och papper såsom böcker, tidskrifter och dagstidningar omfattas inte.
Timmer och trävaror anses uppfylla förordningens krav om de omfattas av en gällande licens inom ramen för Flegt eller ett giltigt Cites-tillstånd.
En utförlig förteckning över vilka varor som omfattas av förordningen finns i bilagan till EU:s förordning om timmer: http://eur-lex.europa.eu/LexUriServ/LexUriServ.do?uri=CELEX:32010R0995:SV:NOT
Privatpersoner som köper eller säljer timmer och trävaror för eget bruk påverkas inte av förordningen.

### Tillämpning
EU:s förordning om timmer är bindande i alla EU-länder. Lagstiftaren i varje land fastställer effektiva, proportionella och avskräckande påföljder för att säkerställa att förordningen efterlevs. I varje land finns en behörig myndighet som samordnar efterlevnaden av förordningen. Här hittar du information om den behöriga myndigheten i ditt land: https://web.archive.org/web/20130124004902/http://ec.europa.eu/environment/forests/pdf/list_competent_authorities.pdf

### Sekundär lagstiftning
Den 23 februari 2012 antog Europeiska kommissionen en delegerad förordning (EU) nr 363/2012 i syfte att fastställa regler för erkännande och återkallande av erkännande av övervakningsorganisationer.
Den 6 juli 2012 antog Europeiska kommissionen en genomförandeförordning (EU) nr 607/2012 i syfte att se till att förordningen tillämpas enhetligt inom EU. I genomförandeförordningen beskrivs den riskbedömning och de riskreducerande förfaranden som ingår i ”systemet för tillbörlig aktsamhet” i detalj. Dessutom fastställs hur ofta och på vilket sätt medlemsstaternas behöriga myndigheter ska kontrollera övervakningsorganisationerna.